# Age of Silence
Age of Silence é uma banda de avant-garde metal originária da Noruega, criada em 2004 pelo pianista e tecladista Andy Winter.

## Membros
- Jan Axel Von Blomberg - bateria
- Lars Nedland - vocais
- Lars Eric Si - baixo
- Andy Winter - teclado
- Heige K. Haugen - guitarra
- Joacim Solheim - guitarra

## Discografia
- 2004 - Acceleration
- 2005 - Complications - Trilogy Of Intricacy (EP)